# Carl Spitzweg
Carl Spitzweg (München, 5. veljače 1808. – München, 23. rujna 1885.), njemački slikar.

## Životopis
Po struci je bio ljekarnik, u slikarstvu samouk. U svojim slikama prikazuje na sentimentalno-romantičan način i s primjesom dobrodušnog humora likove i prizore iz malograđanske bidermajerske sredine. Naslikao je više od 1000 slika, a ističu se studije pejzaža i gradskim ambijenata. 